# Alba-la-Romaine
Alba-la-Romaine là một xã ở tỉnh Ardèche, vùng Rhône-Alpes ở đông nam nước Pháp.